# Stadtweier Wil
Der Stadtweier ist ein perennierendes Stillgewässer in der Schweizer Stadt Wil im Kanton St. Gallen.

## Lage

### Park
Der Weier liegt unmittelbar an der Wiler Altstadt. Er ist umgeben von einem Park mit Wiesen, Spielplatz, Ententeich und Ziegengehege.

### Gebäude
Im Umfeld des Weiers befinden sich einige Gebäude, darunter auch vereinzelt Wohnhäuser. 

#### Schützenhaus
Im Süden des Weiers befindet sich das alte Schützenhaus, das wahrscheinlich um etwa 1540 erbaut wurde. Nach 1899 wurde es von den Stadtschützen nicht mehr verwendet. Bis 1944 wurde im Obergeschoss des Hauses eine Wirtschaft betrieben. 1974 wurde das Haus umfassend renoviert. Seit 2010 ist hier die Jugendanwaltschaft untergebracht, vorher fanden sich dort Büros der Kantonspolizei und des Bezirksgericht darin.

#### Tambourenhaus
Weiter nördlich befindet sich das Tambourenhaus, das ursprünglich vom wohlhabenden Tuchhändler Joseph Marin Morel als Hinterhaus zu seinem Wohnhaus, dem heutigen Rathaus, erstellt wurde, welches er auch zu geschäftlichen Zwecken nutzte. Das Haus dient heute als Proberaum für die Stadttambouren, im Untergeschoss befindet sich heute die Jugendfischerei.

#### Obere Mühle
Nochmals weiter nördlich, etwas weiter weg vom Weier befindet sich die sogenannte «Obere Mühle», wo heute ein gleichnamiges Jugendzentrum untergebracht ist. Das Gebäude wurde 1315 erstmals erwähnt und wurde als Zwingmühle des Fürstabtes genutzt, das heisst, die Untertanen des Herrschers mussten ihr Getreide mit entsprechenden Abgaben dort mahlen. 1560 wurde es neu erbaut. Die entsprechende «Untere Mühle» befindet sich heute am oberen Ende der Fussgängerzone Obere Bahnhofstrasse.

#### Ehemaliges Kornhaus
Etwas weiter weg befindet sich im Nordwesten an der Bergtalstrasse 3 das ehemalige Kornhaus, welches 1774 unter Abt Beda Angehrn gebaut wurde. Vorbild war hier das Kornhaus in Rorschach. 1871 wurde in der Schweiz die französische Bourbaki-Armee (Armée de l’Est) in der Schweiz aufgenommen. 87'000 französische Soldaten wurden in der Schweiz entwaffnet und interniert. In Wil wurden 199 Soldaten aufgenommen und im Kornhaus untergebracht.

#### «Häxähus»
Westlich des Weiers befindet sich ein heutiges Wohnhaus, das im Volksmund auch «Hexenhaus» («Häxähus») genannt wird, welches lange in einem schlechten Zustand war. 2017 wollte ein Kollektiv aus dem Umfeld der Juso hier ein selbstverwaltetes Jugendkulturzentrum aufbauen. Dieser Plan wurde wegen den baulichen Bedingungen aufgegeben. Das Haus ist mittlerweile renoviert worden.

## Geschichte

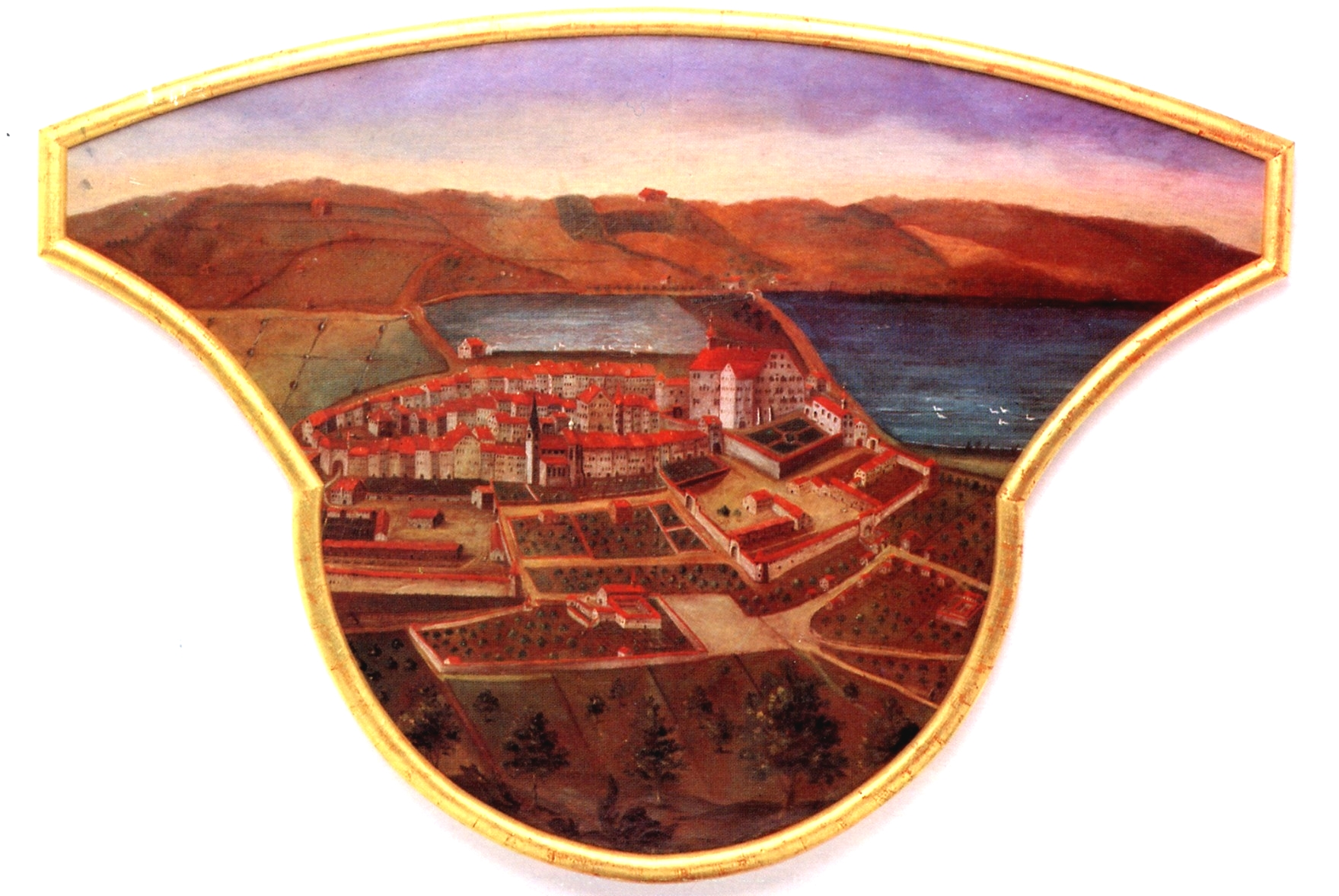
Das erste Bild der Stadt Wil (um 1672), zu sehen sind unter anderem die beiden Weier

Der Stadtweier wurde wahrscheinlich künstlich angelegt. Um 1370 wurde er erstmals urkundlich erwähnt. Der Obere Weier wurde 1470 von Fürstabt Ulrich Rösch künstlich angelegt. Damit wollte er die Versorgung mit Fischen während der Fastenzeit sicherstellen. Die beiden Weier sind auch auf dem ersten Stadtbild Wils von etwa 1672 zu sehen. Der Obere Weier wurde mittlerweile trockengelegt. Dort befindet sich heute die Reitwiese. Seit dem 15. Jahrhundert sind Bestallungen (Verträge) mit Fischern überliefert. 1719 ist belegt, dass der vom Hof zu Wil angestellte Fischer Lorenz Bräcker eine Behausung «bey der Fischergrueben» gebaut wurde. Seit 1997 wird der Weier auf Anregung des damaligen Bauchef Erich Galbier mit Quellwasser aus zwei Quellen, der Föhren- und der Burgstallquelle gespeist. Mit Druckleitungen wird auch der markante Springbrunnen des Weiers betrieben. Vorher wurde jahrelang für Stromkosten von bis zu 10'000 Franken jährlich Wasser in den Weier gepumpt.
Seit 1999 gibt es in Wil eine Jugendfischerei, die im Weier tätig ist. Seit 2001 findet jährlich das Openair Rockamweier auf der angrenzenden Wiese statt.

## Schreibweise
Der Wiler Weier wird jeweils, anders als üblich, ohne «h» geschrieben. Die Künstlerin Sonja Rüegg aus Ebnat-Kappel setzte aus diesem Grund 2017 ein grosses weisses «h» aus Holz in das Gewässer.